# NGC 750
NGC 750 is een elliptisch sterrenstelsel in het sterrenbeeld Driehoek. Het hemelobject werd op 12 september 1784 ontdekt door de Duits-Britse astronoom William Herschel.

## Synoniemen
- PGC 7369
- UGC 1430
- KCPG 46A
- MCG 5-5-34
- Arp 166
- ZWG 503.62
- VV 189
- 6ZW 123